# Конюшки-Королівські
Конюшки-Королівські — село в Україні, у Самбірському районі Львівської області. Населення становить 255 осіб. Орган місцевого самоврядування — Рудківська міська громада.

## Відомі мешканці

### Народились
- Юліан (Сас-Куїловський) — єпископ Української Греко-Католицької Церкви; митрополит Галицький та Архієпископ Львівський — предстоятель Української Греко-Католицької Церкви.
- Репетило Богдан — український греко-католицький священник, редемпторист.